# Brazey-en-Morvan
Brazey-en-Morvan é uma comuna francesa na região administrativa da Borgonha-Franco-Condado, no departamento de Côte-d'Or. Estende-se por uma área de 17,56 km². Em 2010 a comuna tinha 142 habitantes (densidade: 8,1 hab./km²).